# Eintracht Frankfurt 2007-2008
Questa voce raccoglie le informazioni riguardanti il Eintracht Frankfurt nelle competizioni ufficiali della stagione 2007-2008.

## Stagione
Nella stagione 2007-2008 l'Eintracht Francoforte, allenato da Friedhelm Funkel, concluse il campionato di Bundesliga al 9º posto. In Coppa di Germania l'Eintracht Francoforte fu eliminato al secondo turno dal Borussia Dortmund.

## Rosa
| N. |                               | Ruolo | Calciatore                  |
| -- | ----------------------------- | ----- | --------------------------- |
|    | Germania (bandiera)           | P     | Jan Hofmann                 |
| 1  | Macedonia del Nord (bandiera) | P     | Oka Nikolov                 |
| 21 | Germania (bandiera)           | P     | Markus Pröll                |
| 28 | Germania (bandiera)           | P     | Jan Zimmermann              |
| 31 | Germania (bandiera)           | D     | Mounir Chaftar              |
| 29 | Brasile (bandiera)            | D     | Chris                       |
| 3  | Messico (bandiera)            | D     | Aarón Galindo               |
| 27 | Grecia (bandiera)             | D     | Sōtīrīs Kyrgiakos           |
| 33 | Germania (bandiera)           | D     | Jürgen Mössmer              |
| 2  | Germania (bandiera)           | D     | Patrick Ochs                |
| 23 | Germania (bandiera)           | D     | Marco Russ                  |
| 16 | Svizzera (bandiera)           | D     | Christoph Spycher           |
| 5  | Macedonia del Nord (bandiera) | D     | Aleksandar Vasoski          |
| 30 | Brasile (bandiera)            | C     | Caio César Alves dos Santos |
| 6  | Germania (bandiera)           | C     | Michael Fink                |
| 20 | Giappone (bandiera)           | C     | Jun'ichi Inamoto            |

| N. |                      | Ruolo | Calciatore           |
| -- | -------------------- | ----- | -------------------- |
| 7  | Germania (bandiera)  | C     | Benjamin Köhler      |
| 22 | Croazia (bandiera)   | C     | Krešo Ljubičić       |
| 15 | Iran (bandiera)      | C     | Mehdi Mahdavikia     |
| 4  | Germania (bandiera)  | C     | Christoph Preuß      |
| 35 | Germania (bandiera)  | C     | Norman Theuerkauf    |
| 32 | Germania (bandiera)  | C     | Faton Toski          |
| 10 | Austria (bandiera)   | C     | Markus Weissenberger |
| 34 | Perù (bandiera)      | A     | Paolo Redondo        |
| 18 | Grecia (bandiera)    | A     | Giannīs Amanatidīs   |
| 17 | Rep. Ceca (bandiera) | A     | Martin Fenin         |
| 25 | Germania (bandiera)  | A     | Danny Galm           |
| 9  | Germania (bandiera)  | A     | Marcel Heller        |
| 24 | Germania (bandiera)  | A     | Martin Hess          |
| 8  | Grecia (bandiera)    | A     | Vaggelīs Mantzios    |
| 14 | Germania (bandiera)  | A     | Alexander Meier      |
| 26 | Germania (bandiera)  | A     | Juvhel Tsoumou       |

## Organigramma societario
Area tecnica
- Allenatore: Friedhelm Funkel
- Allenatore in seconda: Armin Reutershahn
- Preparatore dei portieri: Andreas Menger
- Preparatori atletici:

## Risultati

### Bundesliga

#### Girone di andata
| Arbitro: | Weiner |

|                |           |  |
| Amanatidīs 31’ | Marcatori |  |

| Arbitro: | Rafati |

|                           |           |                    |
| Kučera 68’ Wichniarek 80’ | Marcatori | 87’ Meier 89’ Russ |

| Arbitro: | Merk |

|          |           |  |
| Meier 3’ | Marcatori |  |

| Arbitro: | Fandel |

|                        |           |           |
| Sanogo 35’ Pasanen 79’ | Marcatori | 85’ Thurk |

| Arbitro: | Gräfe |

|               |           |                          |
| Meier 8’, 87’ | Marcatori | 82’ (rig.) van der Vaart |

| Bochum 21 settembre 2007, ore 20:30 CEST 6ª giornata | Bochum | 0 – 0 referto | Eintracht Francoforte | Rewirpowerstadion (25 536 spett.)\| Arbitro: \| Drees \| |
| Arbitro:                                             | Drees  |               |                       |                                                          |

| Arbitro: | Seemann |

|  |           |           |
|  | Marcatori | 51’ Franz |

| Arbitro: | Kinhöfer |

|                  |           |                            |
| Rangelov 8’, 18’ | Marcatori | 49’, 79’ (rig.) Amanatidīs |

| Arbitro: | Brych |

|                    |           |                 |
| Kyrgiakos 54’, 79’ | Marcatori | 72’ (aut.) Russ |

| Arbitro: | Weiner |

|                                                                 |           |              |
| Charisteas 20’ Mintál 50’, 64’ Misimović 54’ (rig.) Kennedy 82’ | Marcatori | 12’ Takahara |

| Francoforte sul Meno 26 ottobre 2007, ore 20:30 CEST 11ª giornata | Eintracht Francoforte | 0 – 0 referto | Hannover 96 | Commerzbank-Arena (44 700 spett.)\| Arbitro: \| Gräfe \| |
| Arbitro:                                                          | Gräfe                 |               |             |                                                          |

| Monaco di Baviera 3 novembre 2007, ore 15:30 CET 12ª giornata | Bayern Monaco | 0 – 0 referto | Eintracht Francoforte | Allianz Arena (69 000 spett.)\| Arbitro: \| Meyer \| |
| Arbitro:                                                      | Meyer         |               |                       |                                                      |

| Arbitro: | Stark |

|            |           |                |
| Kringe 80’ | Marcatori | 55’ Amanatidīs |

| Arbitro: | Gagelmann |

|            |           |                                                   |
| Köhler 41’ | Marcatori | 45’ Hilbert 48’ Marica 57’ Hitzlsperger 90’ Cacau |

| Arbitro: | Sippel |

|                      |           |                    |
| Gentner 6’ Džeko 48’ | Marcatori | 35’ Chris 52’ Fink |

| Arbitro: | Fleischer |

|                          |           |                     |
| Toski 49’ Amanatidīs 82’ | Marcatori | 77’, 89’ Westermann |

| Arbitro: | Stark |

|  |           |                |
|  | Marcatori | 40’ Amanatidīs |

#### Girone di ritorno
| Arbitro: | Gagelmann |

|  |           |                     |
|  | Marcatori | 39’, 60’, 90’ Fenin |

| Arbitro: | Schmidt |

|                          |           |                |
| Amanatidīs 37’ Fenin 47’ | Marcatori | 74’ Wichniarek |

| Arbitro: | Seemann |

|          |           |  |
| Rahn 76’ | Marcatori |  |

| Arbitro: | Fleischer |

|                |           |  |
| Amanatidīs 56’ | Marcatori |  |

| Arbitro: | Kinhöfer |

|                                        |           |               |
| Guerrero 5’, 79’ de Jong 57’ Zidan 83’ | Marcatori | 70’ Kyrgiakos |

| Arbitro: | Brych |

|           |           |              |
| Toski 49’ | Marcatori | 67’ Azaouagh |

| Arbitro: | Perl |

|  |           |          |
|  | Marcatori | 25’ Fink |

| Arbitro: | Kempter |

|                   |           |          |
| Caio 59’ Russ 65’ | Marcatori | 48’ Rost |

| Arbitro: | Fandel |

|  |           |                                  |
|  | Marcatori | 23’ (aut.) Kießling 90’ Mantzios |

| Arbitro: | Gagelmann |

|         |           |                                         |
| Fink 3’ | Marcatori | 18’ Charisteas 49’ Vittek 83’ Misimović |

| Arbitro: | Kinhöfer |

|                      |           |          |
| Pinto 35’ Schulz 89’ | Marcatori | 27’ Russ |

| Arbitro: | Rafati |

|            |           |                          |
| Köhler 29’ | Marcatori | 60’ Buyten 74’, 85’ Toni |

| Arbitro: | Stark |

|            |           |                    |
| Köhler 46’ | Marcatori | 51’ Błaszczykowski |

| Arbitro: | Merk |

|                                    |           |                |
| Baştürk 3’, 18’ Gómez 7’ Cacau 47’ | Marcatori | 63’ Amanatidīs |

| Arbitro: | Sippel |

|                                         |           |                                  |
| Amanatidīs 22’ (rig.) Weissenberger 62’ | Marcatori | 4’ Grafite 28’ Schäfer 79’ Džeko |

| Arbitro: | Meyer |

|              |           |  |
| Krstajić 65’ | Marcatori |  |

| Arbitro: | Schmidt |

|                                          |           |                        |
| Amanatidīs 13’ Fenin 15’, 37’ Heller 78’ | Marcatori | 59’ Niculescu 86’ Daun |

### Coppa di Germania
| Arbitro: | Perl |

|                 |           |                                    |
| Patschinski 28’ | Marcatori | 17’, 37’, 57’ Meier 85’ Amanatidīs |

| Arbitro: | Kircher |

|                         |           |                |
| Brzenska 47’ Petrić 65’ | Marcatori | 11’ Amanatidīs |

## Statistiche

### Statistiche di squadra
| Competizione      | Punti | In casa | In casa | In casa | In casa | In casa | In casa | In trasferta | In trasferta | In trasferta | In trasferta | In trasferta | In trasferta | Totale | Totale | Totale | Totale | Totale | Totale | DR |
| Competizione      | Punti | G       | V       | N       | P       | Gf      | Gs      | G            | V            | N            | P            | Gf           | Gs           | G      | V      | N      | P      | Gf     | Gs     | DR |
| ----------------- | ----- | ------- | ------- | ------- | ------- | ------- | ------- | ------------ | ------------ | ------------ | ------------ | ------------ | ------------ | ------ | ------ | ------ | ------ | ------ | ------ | -- |
| Bundesliga        | 46    | 17      | 8       | 4       | 5       | 24      | 24      | 17           | 4            | 6            | 7            | 19           | 26           | 34     | 12     | 10     | 12     | 43     | 50     | -7 |
| Coppa di Germania | -     | 0       | 0       | 0       | 0       | 0       | 0       | 2            | 1            | 0            | 1            | 5            | 3            | 2      | 1      | 0      | 1      | 5      | 3      | +2 |
| Totale            | -     | 17      | 8       | 4       | 5       | 24      | 24      | 19           | 5            | 6            | 8            | 24           | 29           | 36     | 13     | 10     | 13     | 48     | 53     | -5 |

### Andamento in campionato
| Giornata  | 1 | 2 | 3 | 4 | 5 | 6 | 7 | 8 | 9 | 10 | 11 | 12 | 13 | 14 | 15 | 16 | 17 | 18 | 19 | 20 | 21 | 22 | 23 | 24 | 25 | 26 | 27 | 28 | 29 | 30 | 31 | 32 | 33 | 34 |
| --------- | - | - | - | - | - | - | - | - | - | -- | -- | -- | -- | -- | -- | -- | -- | -- | -- | -- | -- | -- | -- | -- | -- | -- | -- | -- | -- | -- | -- | -- | -- | -- |
| Luogo     | C | T | C | T | C | T | C | T | C | T  | C  | T  | T  | C  | T  | C  | T  | T  | C  | T  | C  | T  | C  | T  | C  | T  | C  | T  | C  | C  | T  | C  | T  | C  |
| Risultato | V | N | V | P | V | N | P | N | V | P  | N  | N  | N  | P  | N  | N  | V  | V  | V  | P  | V  | P  | N  | V  | V  | V  | P  | P  | P  | N  | P  | P  | P  | V  |
| Posizione | 5 | 6 | 4 | 4 | 3 | 4 | 7 | 8 | 7 | 8  | 9  | 8  | 10 | 11 | 10 | 10 | 9  | 8  | 7  | 8  | 7  | 8  | 9  | 8  | 7  | 7  | 8  | 8  | 8  | 8  | 9  | 10 | 11 | 9  |

Legenda:

Luogo: C = Casa; T = Trasferta. Risultato: V = Vittoria; N = Pareggio; P = Sconfitta.

### Statistiche dei giocatori
| Giocatore        | Bundesliga | Bundesliga | Bundesliga  | Bundesliga | Coppa di Germania | Coppa di Germania | Coppa di Germania | Coppa di Germania | Totale   | Totale | Totale      | Totale     |
| Giocatore        | Presenze   | Reti       | Ammonizioni | Espulsioni | Presenze          | Reti              | Ammonizioni       | Espulsioni        | Presenze | Reti   | Ammonizioni | Espulsioni |
| ---------------- | ---------- | ---------- | ----------- | ---------- | ----------------- | ----------------- | ----------------- | ----------------- | -------- | ------ | ----------- | ---------- |
| J. Hofmann       | -          | -          | -           | -          | -                 | -                 | -                 | -                 | -        | -      | -           | -          |
| O. Nikolov       | 12         | 0          | 0           | 0          | -                 | -                 | -                 | -                 | 12       | 0      | 0           | 0          |
| M. Pröll         | 23         | 0          | 1           | 0          | 2                 | 0                 | 0                 | 0                 | 25       | 0      | 1           | 0          |
| J. Zimmermann    | -          | -          | -           | -          | -                 | -                 | -                 | -                 | -        | -      | -           | -          |
| M. Chaftar       | 6          | 0          | 0           | 0          | 1                 | 0                 | 0                 | 0                 | 7        | 0      | 0           | 0          |
| Chris            | 10         | 1          | 4           | 0          | -                 | -                 | -                 | -                 | 10       | 1      | 4           | 0          |
| A. Galindo       | 22         | 0          | 2           | 0          | -                 | -                 | -                 | -                 | 22       | 0      | 2           | 0          |
| S. Kyrgiakos     | 24         | 3          | 8           | 0          | 1                 | 0                 | 1                 | 0                 | 25       | 3      | 9           | 0          |
| J. Mössmer       | -          | -          | -           | -          | -                 | -                 | -                 | -                 | -        | -      | -           | -          |
| P. Ochs          | 29         | 0          | 8           | 0          | 1                 | 0                 | 0                 | 0                 | 30       | 0      | 8           | 0          |
| M. Russ          | 29         | 3          | 3           | 0          | 2                 | 0                 | 0                 | 0                 | 31       | 3      | 3           | 0          |
| C. Spycher       | 30         | 0          | 2           | 0          | 2                 | 0                 | 0                 | 0                 | 32       | 0      | 2           | 0          |
| A. Vasoski       | 5          | 0          | 0           | 0          | -                 | -                 | -                 | -                 | 5        | 0      | 0           | 0          |
| Caio             | 10         | 1          | 0           | 0          | -                 | -                 | -                 | -                 | 10       | 1      | 0           | 0          |
| M. Fink          | 32         | 3          | 3           | 0          | 2                 | 0                 | 0                 | 0                 | 34       | 3      | 3           | 0          |
| J. Inamoto       | 24         | 0          | 5           | 0          | 2                 | 0                 | 1                 | 0                 | 26       | 0      | 6           | 0          |
| B. Köhler        | 29         | 3          | 2           | 0          | 2                 | 0                 | 1                 | 0                 | 31       | 3      | 3           | 0          |
| K. Ljubičić      | 1          | 0          | 0           | 0          | -                 | -                 | -                 | -                 | 1        | 0      | 0           | 0          |
| M. Mahdavikia    | 20         | 0          | 1           | 0          | 1                 | 0                 | 0                 | 0                 | 21       | 0      | 1           | 0          |
| C. Preuß         | 7          | 0          | 1           | 0          | 1                 | 0                 | 1                 | 0                 | 8        | 0      | 2           | 0          |
| N. Theuerkauf    | -          | -          | -           | -          | -                 | -                 | -                 | -                 | -        | -      | -           | -          |
| F. Toski         | 12         | 2          | 1           | 0          | -                 | -                 | -                 | -                 | 12       | 2      | 1           | 0          |
| M. Weissenberger | 22         | 1          | 2           | 0          | 1                 | 0                 | 0                 | 0                 | 23       | 1      | 2           | 0          |
| P. Redondo       | 29         | 6          | 1           | 0          | 2                 | 0                 | 0                 | 0                 | 31       | 6      | 1           | 0          |
| I. Amanatidīs    | 32         | 11         | 3           | 0          | 2                 | 2                 | 0                 | 0                 | 34       | 13     | 3           | 0          |
| M. Fenin         | 17         | 6          | 4           | 0          | -                 | -                 | -                 | -                 | 17       | 6      | 4           | 0          |
| D. Galm          | -          | -          | -           | -          | -                 | -                 | -                 | -                 | -        | -      | -           | -          |
| M. Heller        | 4          | 1          | 0           | 0          | -                 | -                 | -                 | -                 | 4        | 1      | 0           | 0          |
| M. Hess          | 1          | 0          | 0           | 0          | -                 | -                 | -                 | -                 | 1        | 0      | 0           | 0          |
| E. Mantzios      | 10         | 1          | 1           | 0          | -                 | -                 | -                 | -                 | 10       | 1      | 1           | 0          |
| A. Meier         | 11         | 4          | 2           | 0          | 2                 | 3                 | 0                 | 0                 | 13       | 7      | 2           | 0          |
| J. Tsoumou       | -          | -          | -           | -          | -                 | -                 | -                 | -                 | -        | -      | -           | -          |
| A. Streit        | 11         | 0          | 1           | 0          | 2                 | 0                 | 0                 | 0                 | 13       | 0      | 1           | 0          |
| N. Takahara      | 8          | 1          | 1           | 0          | 2                 | 0                 | 0                 | 0                 | 10       | 1      | 1           | 0          |
| M. Thurk         | 12         | 1          | 2           | 0          | 2                 | 0                 | 0                 | 0                 | 14       | 1      | 2           | 0          |